# ریویا تانیگوچی
ریویا تانیگوچی (ژاپنی: 谷口 遼弥؛ زادهٔ ۳۱ اوت ۱۹۹۹) یک بازیکن فوتبال اهل ژاپن است.
از باشگاه‌هایی که در آن بازی کرده‌است می‌توان به باشگاه فوتبال زویگن کانازاوا اشاره کرد.